# 지노비 로제스트벤스키
지노비 페트로비치 로제스트벤스키(러시아어: Зиновий Петрович Рожественский, 1848년 11월 11일 ~ 1909년 1월 14일)는 러시아 제국의 해군 제독이며, 최종 계급은 중장(러시아어: Вице-адмирал)이다. 별명은 ‘미친 개’(Mad Dog)였다.
러일 전쟁의 최후의 전투인 쓰시마 전투에서 일본 해군에 패배하였고, 자신도 부상을 당하고 병실에 입원하여 도고 헤이하치로 제독의 문안을 받는 등 일본의 포로로 지내다 포로 교환으로 러시아로 귀국했다. 패배에 대한 책임을 물어 재판에 회부되기도 하였으나, 무죄 선고 및 황제로부터 서훈을 받았다.

## 생애
로제스트벤스키는 1848년 11월 11일 상트페테르부르크에서 의사의 아들로 태어났다.(아버지는 군의관을 한 적이 있었지만, 러시아 제국의 장교로서는 드물게 귀족 출신이 아니었다.) 17세의 나이로 1864년 해군유년학교에 입대한 후, 이곳에서 영어와 프랑스어를 습득하고 1866년 졸업하였다. 1873년에는 페테르부르크의 미하일로프 포술 아카데미를 우수한 성적으로 졸업하였다. 중위로 임관하여, 처음에는 발틱 함대에서 포병 장교로 근무를 하였고, 1876년, 흑해 함대로 전출되었다.
1877년, 러시아 - 투르크 전쟁에 종군하여 4등 게오르기 훈장을 수여받았다. 1883년, 불가리아 해군 사령관이 된다. 그 후, 발틱 함대로 전출되었으며, 1894년, 스테판 마카로프 휘하의 지중해 함대에서 장갑순양함 ‘블라디미르 모노마크’(Vladimir Monomakh)의 함장이 되었다.
1898년, 소장으로 승진, 발틱 함대의 교육 포술 지대 사령관이 되었다. 지대 사령관 재임 시 현재의 귀족 중심의 채용 기준은 유능한 인물을 발탁할 수 없다며 은근히 귀족 제도를 비판했다. 1903년 해군 참모 총장을 역임했으며, 황제 니콜라이 2세의 시종 무관을 역임하면서 황제의 신뢰를 얻었다.

### 러일 전쟁
러일 전쟁에 즈음 해, 발틱 함대(제2태평양 함대)를 편성하여 희망봉을 돌아 극동의 땅으로 가서, 뤼순의 제1태평양 함대를 증원할 것을 황제에게 제안했고 소장이 되면서 이 함대의 사령관이 된다. 그 후 중장으로 승진했다. 도거 뱅크 사건 등 많은 사건을 일으키면서 아프리카를 돌아, 마다가스카르에서 2개월 이상 머물면서 말라카 해협을 거쳐 극동의 땅에 도착한다. 그동안 본국에서는 발트해에 남은 함선을 모아 제3태평양 함대를 편성하여 수에즈 운하를 통해 증원군으로 보내졌지만, 이것에 대해서는 ‘쓸모없는 함선을 모은 짐이 될 뿐’이라고 강하게 반대했다.
쓰시마 해전에서 도고 헤이하치로 대장이 이끄는 일본의 연합 함대와 교전했다. 기함 크냐즈 수보로프에서 중상을 입고, 구축함 부이누이로 옮겨 탔다. 또 다시 부이누이가 기관 고장을 일으키자 이번에는 구축함 비도부이로 옮겨 탔다. 이동 중 비도부이가 연합 함대 구축함 사자나미(漣)에게 발견되면서 항복하여 포로가 되었다. (야전을 치루는 동안 본대로부터 떨어져 있던 사자나미와 불행하게도 조우했다. 승무원 츠카모토 카츠쿠마 중위가 사물의 고배율 쌍안경을 소지하고 있어서 발견되는 등 로제스트벤스키에게 불운이 겹쳤다). 사세보의 해군 병원에 입원을 했고, 그동안 도고 장군이 병문안으로 방문했다. 도고는 그에게 감동을 줄만큼 예우를 다하였다.
종전 후 1906년에 패전의 책임을 지고 군법 회의에 회부되었으나 무죄가 된다. 이 재판 시 “패전의 책임은 나에게 있다. 이 재판은 나와 네보가토프만 기소하면 된다”고 발언했다. 같은 해 퇴역을 하였고, 3년 후 쓰시마 해전 중에 입은 상처가 원인이 되어 향년 60세로 병사했다.

### 항해 중 문제
러일 전쟁에서 발틱 함대의 극동 행은 매우 어려운 것이었다. 항해 중에 기항할 수 있는 공간이 거의 없었던 것 외에도 연료인 석탄 공급이 지체되거나 조달할 수 있는 석탄의 질도 조악했기 때문이다.
그 원인은 일본의 동맹국이며, 양질의 석탄을 생산하는 영국이 발틱 함대에 의해 자국 어선을 공격받은 도거 뱅크 사건으로 발틱 함대의 항로 상에 있는 중립국에게 “발틱 함대의 기항을 받아주면 중립 위반이다”라고 압력을 가했기 때문이다. 자국의 식민지 항구에서는 기항을 거부했고, 러시아와 계약하고 있던 독일의 운수 회사에 석탄 공급을 중지하게 하는 등 모든 수단을 동원하여 발트 함대의 항해를 철저하게 방해하였기 때문이다. 그 외에도, 러일 전쟁 개전 이후 러시아 군이 연전연패하고 있었던 상황과 ‘도거 뱅크 사건’이 영국뿐만 아니라 유럽 각국의 여론을 반러시아 정서로 만들어 버린 것 등을 들 수 있다.
또한 러시아 해군성이 로제스트벤스키의 거듭된 요청에도 불구하고, 기항지와 연료 공급 문제를 해결하지 못한 것도 큰 원인이었기 때문에 모든 책임을 로제스트벤스키 한 명에게 돌리기는 어려웠다.
이 항해는 희망봉을 통해 극동으로 향하는 항로였으며, 남반구에 가기 때문에 많은 러시아 수병이 기대를 하고 있었지만, 첫 남국 경험은 북국 출신의 병사들에게 익숙하지 않은 더위와 습기, 질병을 가져주었다. 극한을 다한 영국의 압력에 의해 종착 항이 제한되었고, 항구에서 석탄 보급을 하지 못해 종종 해상에서 석탄 보급이 이루어진 것이 발목을 잡았다. 오랜 선상 생활로 언제든지 적함의 공격을 받을 수 있다는 공포와 석탄 공급의 불안은 병력에게 과도한 스트레스를 가져왔다. 극동에 가까워질수록 이러한 전쟁에 대한 스트레스는 함대에 확산되었고, 항해 중 군기가 빠져 기항지에서 탈주하는 병사가 속출했다.

## 결과
당시 러시아 해군은 부정부패로 유명했다. 함장과 해군 제독은 귀족 출신임을 남용했고, 훈련도 제대로 받지 않았으며 사치스러웠고 일부 해군 제독은 무능한 자도 있었다. 그나마 로제스트벤스키가 유일하게 부패하지 않았다. 해군부에서 일부 직원이 공금을 횡령하는 경우도 있을 정도로 러시아 해군은 겉만 크고 속은 곪아있었다.
반면 일본 해군은 달랐다. 해군 제독들이 대부분 서민 출신이었고, 명중시 적함의 페인트 등에 화재를 유발하는 시모세 포탄 등 신기술 개발에도 여념이 없었다. 이를 바탕으로 러시아 해군에게 막대한 피해를 입힐 수 있었다. 게다가 도고 헤이하치로를 비롯한 유능한 지휘관들이 많았고, 작전 능력도 탁월하였다고 한다.
당시 영국 해군과 프랑스 해군은 "분명히 일본이 지고, 러시아가 이길 것이다."라고 예상하였다고 한다.
러시아 해군은 자신들의 발틱 함대가 이 조그만 일본 함대에 격파된 것을 계기로 큰 망신을 당했다. 또한 러시아 피의 일요일 사건이라 하여 노동자들이 황제를 호위하는 기병의 총에 맞아 죽는 등 내우외환의 위기를 겪었다.

## 훈장
- 성 게오르기 훈장, 4등
- 성 블라디미르 훈장, 3등, 4등 with 리본
- 성 안나 훈장, 2등, 3등
- 성 스타니슬라프 훈장, 1등, 2등, 3등